# Adrien Backscheider
Adrien Backscheider, né le 7 août 1992 à Metz, est un fondeur français.

## Carrière
Membre du club de Gérardmer, il connaît sa première expérience internationale au Festival olympique de la jeunesse européenne en 2009.
Adrien Backscheider fait ses débuts en Coupe du monde en janvier 2013. Il marque ses premiers points dans cette compétition à Davos en décembre 2013 (25e). Il obtient son billet pour les Jeux olympiques de Sotchi où il participe uniquement au quinze kilomètres classique course terminée à la 43e place. Après un titre mondial aux mondiaux de  Val di Fiemme chez les moins de 23 ans en skiathlon, il finit sa saison par une 18e place aux Finales de Falun.
Il est ensuite champion de France 2014 de mass-start à Prémanon devant Maurice Manificat et Jean-Marc Gaillard. Médaillé de bronze aux Championnats du monde des moins de 23 ans d'Almaty 2015 sur le quinze kilomètres libre, il est sélectionné pour les Mondiaux de Falun, ses premiers chez les seniors. Il y termine dix-neuvième du skiathlon. Pour sa première apparition en équipe de France de relais, Adrien Backscheider est aligné en tant que finisseur, succédant à Jean-Marc Gaillard, Maurice Manificat et Robin Duvillard. Il part en tête dans un groupe de trois coureurs, Petter Northug pour la Norvège et Calle Halfvarsson pour la Suède, Backscheider lâchant sur sa fin de parcours mais obtenant la médaille de bronze,.
Il termine à la 60e place du Nordic Opening disputé à Lillehammer. Ces résultats du début de la saison 2016-2017 ne lui permettent pas d'être sélectionné pour le tour de ski et il poursuit sa saison en coupe des Alpes où il obtient trois podiums, une troisième place d'un quinze kilomètres à Zwiesel, une victoire à St. Ulrich sur un nouveau quinze kilomètres, également en style libre, et une nouvelle troisième place sur trente kilomètres classique de ce même lieu. Cela lui permet de retrouver le circuit de la coupe du monde pour les Finales où il termine à la 34e place du classement final.
Pour ses débuts en coupe du monde 2017-2018, il marque des points lors du skiathlon de Lillehammer en terminant 26e. Il prend part au tour de ski, terminant 26e, le 19e temps, de la poursuite de Lenzerheide avant d'abandonner. Il obtient une 26e place lors de la course en ligne à Seefeld.
Il dispute sa première épreuve des Jeux olympiques 2018 de Pyeongchang lors du 15 km libre, puis est retenu pour conclure le 4x10 km où Jean-Marc Gaillard et Maurice Manificat disputent les deux premiers relais, en style classique. Ils laissent les Français dans le groupe de tête, Manificat transmettant à Clément Parisse en troisième position à mi-parcours. Ce dernier, confronté au Norvégien Simen Hegstad Krüger, permet à la France de passer au terme du troisième relais en deuxième position, les deux hommes ayant rejoint puis lâché Alexey Chervotkin, représentant OAR, ayant également lâché l'Italien Giandomenico Salvadori dont l'équipe était deuxième au passage de relais précédent. Adrien Backscheider reste au contact de Johannes Høsflot Klæbo jusqu'au retour de Denis Spitsov, ces deux derniers s'échappant pour se disputer le titre, à l'avantage de la Norvège, la France terminant troisième loin devant la Finlande.
Backscheider arrête sa carrière en mars 2022.

## Palmarès

### Jeux olympiques
| Épreuve / Édition   | Sprint                           | Sprint                           | 15 km                            | 15 km                            | Skiathlon 2 × 15 km | 50 km | Relais | Relais    |
| Épreuve / Édition   | libre                            | classique                        | libre                            | classique                        | Skiathlon 2 × 15 km | 50 km | Sprint | 4 × 10 km |
| JO 2014 Sotchi      | —                                | Épreuve inexistante à cette date | Épreuve inexistante à cette date | 43e                              | —                   | —     | —      | —         |
| JO 2018 Pyeongchang | Épreuve inexistante à cette date | —                                | 17e                              | Épreuve inexistante à cette date | —                   | —     | —      | Bronze    |
| JO 2022 Pékin       | —                                | Épreuve inexistante à cette date | Épreuve inexistante à cette date | —                                | —                   | 34e   | —      | —         |

Légende :
- : première place, médaille d'or
- : deuxième place, médaille d'argent
- : troisième place, médaille de bronze
- : pas d'épreuve
- — : Non disputée par Backscheider

### Championnats du monde
| Épreuve / Édition        | Sprint                           | Sprint                           | 15 km                            | 15 km                            | Skiathlon 2 × 15 km | 50 km | Relais | Relais    |
| Épreuve / Édition        | libre                            | classique                        | libre                            | classique                        | Skiathlon 2 × 15 km | 50 km | Sprint | 4 × 10 km |
| Mondiaux 2015 Falun      | Épreuve inexistante à cette date | —                                | —                                | Épreuve inexistante à cette date | 19e                 | —     | —      | Bronze    |
| Mondiaux 2019 Seefeld    | —                                | Épreuve inexistante à cette date | Épreuve inexistante à cette date | —                                | 8e                  | —     |        | Bronze    |
| Mondiaux 2021 Oberstdorf | Épreuve inexistante à cette date | —                                | 22e                              | Épreuve inexistante à cette date | -                   | —     | —      | -         |

Légende :
- : première place, médaille d'or
- : deuxième place, médaille d'argent
- : troisième place, médaille de bronze
- : pas d'épreuve
- — : Non disputée par Backscheider

### Coupe du monde
- Meilleur classement général : 32e en 2020.
- Meilleur résultat individuel : 7e.

#### Classements en Coupe du monde
| Saison / Épreuve | Général | Général | Distance | Distance | Sprint | Sprint | Tour de ski depuis 2007 | Finales 2008-2014                | Nordic Opening depuis 2011 |
| ---------------- | ------- | ------- | -------- | -------- | ------ | ------ | ----------------------- | -------------------------------- | -------------------------- |
| Saison / Épreuve | Place   | Points  | Place    | Points   | Place  | Points | Tour de ski depuis 2007 | Finales 2008-2014                | Nordic Opening depuis 2011 |
| 2013-2014        | 97e     | 44      | 80e      | 18       | -      | -      | Abandon                 | 18e                              | 69e                        |
| 2014-2015        | 156e    | 1       | 95e      | 1        | -      | -      | —                       | Épreuve inexistante à cette date | —                          |
| 2015-2016        | 91e     | 38      | 53e      | 38       | -      | -      | 34e                     | —                                | 49e                        |
| 2016-2017        | 161e    | 4       | 112e     | 4        | -      | -      | —                       | 34e                              | 60e                        |
| 2017-2018        | 76e     | 62      | 44e      | 62       | -      | -      | Abandon                 | 32e                              | —                          |
| 2018-2019        | 39e     | 190     | 30e      | 115      | 67e    | 11     | 25e                     | 23e                              | 19e                        |
| 2019-2020        | 32e     | 218     | 24e      | 166      | 84e    | 4      | 19e                     |                                  | 49e                        |
| 2020-2021        | 36e     | 182     | 31e      | 102      | -      | -      | 13e                     |                                  | 50e                        |

### Championnats du monde des moins de 23 ans
- Médaille d'or au skiathlon en 2014.
- Médaille de bronze du 15 km libre en 2015.

### Coupe OPA
- 9 podiums, dont 5 victoires.

### Championnats de France
Champion de France Elite :
- Mass-Start 15 km libre : 2014 - 2016
- Sprint : 2018

## Distinctions
- Chevalier de l'Ordre National du Mérite en 2018[9]